# Jöns Gudmundsson
Jöns Gudmundsson, död 8 november 1520 i Stockholm, var en svensk borgmästare.

## Biografi
Jöns Gudmundsson ansvarade  1489-1491 för nycklarna till yttre och inre Söderporten i Stockholm. Han var 1492 kvartermästare i södra kvarteret och skottherre 1494, 1495 och 1498. Jöns Gudmundsson blev 1497 rådman och kämnär i staden och 1497 rättafogde. Han satt i rätten 1497, 1500, 1503 och 1505. Jöns Gudmundsson var stadens inköpare 1498 och 1499 och var mellan 1501-1506 föreståndare för Helgeandshuset i staden. Han blev 1507 borgmästare i staden och satt i rätten 1507, 1509, 1511, 1513, 1515 1517 och 1519. Jöns Gudmundsson ansvarade 1511 och 1512 för nycklarna till södra tornet i staden och undertecknade 9 maj 1513 stadfästelsen av traktaten med Ryssland. Han beseglade 8 september 1520 Stockholms stads hyllningsbrev till Kristian II. Han avrättades 8 november 1520 i Stockholms blodbad.

### Familj
Jöns Gudmundsson gifte sig första gången med en dotter till rådmannen Lasse Laurensson den äldre och Karen von Water. Han gifte sig andra gången med Dorothea (död omkring 1530).